# Кузьми (Мазовецьке воєводство)
Кузьми (пол. Kuźmy) — село в Польщі, у гміні Козениці Козеницького повіту Мазовецького воєводства.
Населення — 43 особи (2011).
У 1975-1998 роках село належало до Радомського воєводства.

## Демографія
Демографічна структура станом на 31 березня 2011 року:
|          | Загалом | Допрацездатний вік | Працездатний вік | Постпрацездатний вік |
| -------- | ------- | ------------------ | ---------------- | -------------------- |
| Чоловіки | 23      | 2                  | 17               | 4                    |
| Жінки    | 20      | 2                  | 10               | 8                    |
| Разом    | 43      | 4                  | 27               | 12                   |